# Stefanie Kiesler
Stefanie Kiesler, geboren als Stephanie Frischer, (* 18. Juli 1897 im österreichisch-ungarischen Skotschau, heutiges Polen; † 3. September 1963 in New York City) war eine österreichisch-amerikanische Autorin, Lektorin und Bibliothekarin. Sie war verheiratet mit dem Künstler-Architekten Friedrich Kiesler.

## Leben und Wirken
Kiesler studierte Philologie an der Universität Wien und heiratete am 19. August 1920 Friedrich Kiesler in der Wiener Synagoge. 1925 gingen die beiden nach Paris, wo sie unter dem Einfluss von Theo van Doesburg und der De-Stijl-Bewegung an ihren „Schreibbildern“ bzw. „Typoplastiken“ arbeitete. Diese wurden unter dem Pseudonym Pietro de Saga veröffentlicht. 1926 zog das Ehepaar nach New York und kehrte nicht mehr nach Europa zurück.
Sie begann 1927 in der New York Public Library als „Foreign Language Specialist“ zu arbeiten und blieb dort bis zu ihrer Pensionierung 1959. Sie war zuständig für die deutsch- und französischsprachige Literatur. Nebenbei schrieb sie Kurzgeschichten, Übersetzungen und arbeitete an einer Anthologie zum Thema Traum in der Literatur. Viele ihrer literarischen Texte blieben unvollendet und unveröffentlicht. Ab den 1930er Jahren führte Stefanie Kiesler einen gemeinsamen Kalender, der den künstlerischen Werdegang des Ehepaars Kiesler sowie ihre Rolle im Zentrum der New Yorker Avantgarde dokumentierte.
Nach ihrer Pensionierung arbeitete sie als freie Redakteurin und Verfasserin von Film-, Theater- und Buchkritiken für die deutsch-jüdische Exilzeitschrift Aufbau. Stefanie Kiesler starb am 3. September 1963 in New York an Lungenkrebs.